# Zoológico de Toronto
Zoológico de Toronto é um jardim zoológico localizado no distrito de Scarborough em Toronto, Canadá. Foi inaugurado em 15 de agosto de 1974 como Zoológico Metropolitano de Toronto e é de propriedade da cidade de Toronto; a palavra "Metropolitano" foi retirada do nome quando as cidades da Municipalidade da Região Metropolitana de Toronto foi reunidas para formar a cidade de Toronto. O zoológico está localizado próximo ao rio Rouge no canto noroeste da cidade.